# Championnat des Bermudes de football 2001-2002
Navigation
Saison précédente Saison suivante
La saison 2001-2002 du Championnat des Bermudes de football est la trente-neuvième édition de la Premier Division, le championnat de première division aux Bermudes. Les huit formations de l'élite sont réunies au sein d'une poule unique où elles s'affrontent deux fois au cours de la saison. À l'issue du championnat, les deux derniers du classement sont relégués et remplacés par les deux meilleurs clubs de Second Division.
C'est le club de North Village Community Club qui remporte la compétition cette saison après avoir terminé en tête du classement final, avec quatre points d'avance sur le tenant du titre, Dandy Town Hornets. Il s’agit du cinquième titre de champion des Bermudes de l'histoire du club, qui réalise même le doublé en s'imposant en finale de la Coupe des Bermudes face à Dandy Town.
Le club de North Village change de nom durant l'intersaison et devient le North Village Community Club.

## Les clubs participants
- St George's Colts - Promu de Second Division
- Dandy Town Hornets
- PHC Zebras
- North Village Community Club
- Devonshire Cougars
- Devonshire Colts
- Somerset Cricket Club Trojans
- Wolves SC

## Compétition
Le barème de points servant à établir le classement se décompose ainsi :
- Victoire : 3 points
- Match nul : 1 point
- Défaite : 0 point

### Classement
| Rang | Équipe                        | Pts | J  | G | N | P  | Bp | Bc | Diff |
| ---- | ----------------------------- | --- | -- | - | - | -- | -- | -- | ---- |
| 1    | North Village Community ClubC | 27  | 14 | 9 | 0 | 5  | 27 | 18 | +9   |
| 2    | Dandy Town HornetsT           | 23  | 14 | 6 | 5 | 3  | 21 | 18 | +3   |
| 3    | Devonshire Cougars            | 22  | 14 | 6 | 4 | 4  | 31 | 20 | +11  |
| 4    | Somerset Cricket Club Trojans | 22  | 14 | 6 | 4 | 4  | 22 | 14 | +8   |
| 5    | PHC Zebras                    | 21  | 14 | 6 | 3 | 5  | 25 | 21 | +4   |
| 6    | Devonshire Colts              | 20  | 14 | 6 | 2 | 6  | 16 | 30 | -14  |
| 7    | Wolves SC                     | 16  | 14 | 5 | 1 | 8  | 21 | 25 | -4   |
| 8    | St George's ColtsP            | 7   | 14 | 2 | 1 | 11 | 7  | 24 | -17  |

|  | Champion des Bermudes 2001-2002                                                         |
|  | Relégation en Second Division                                                           |
|  | T : Tenant du titre C : Vainqueur de la Coupe des Bermudes P : Promu de Second Division |

## Bilan de la saison
| Championnat des Bermudes de football 2001-2002 |                                         |
| Champion                                       | North Village Community Club (5e titre) |
| Coupes et trophées                             |                                         |
| Vainqueur de la Coupe des Bermudes 2001-2002   | North Village Community Club            |
| Qualifications continentales                   |                                         |
| CFU Club Championship 2002                     | Aucun                                   |
| Promotions et relégations                      |                                         |
| Promus en Premier Division                     | Boulevard Blazers                       |
| Promus en Premier Division                     | Somerset Eagles FC                      |
| Relégués en Second Division                    | Wolves SC                               |
| Relégués en Second Division                    | St George's Colts                       |